# Thyroxin

Chemická struktura L-thyroxinu

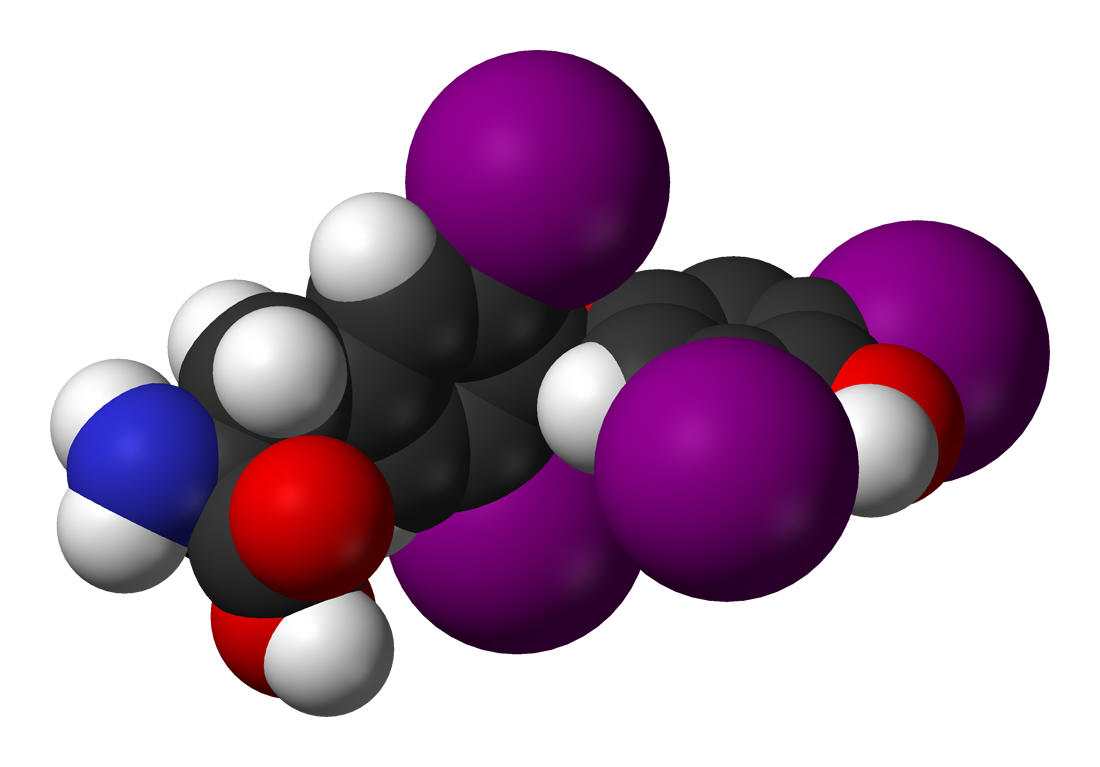
3D struktura thyroxinu (T4)

Thyroxin (T4) je jeden z hormonů produkovaných ve folikulárních buňkách štítné žlázy. Thyroxin váže v těle jód a ovlivňuje látkovou výměnu v tělních buňkách. Spolu s trijodthyroninem (T3) je uvolňován do krve, poměr uvolněného T4 ku T3 je zhruba 20:1.
Thyroxin a trijodthyronin jsou hormony vázané na bílkovinu thyreoglobulin. Thyroxin je prohormon, vlastní účinný hormon trijodtyronin se z něj vytvoří až v cílových tkáních. V těchto tkáních pak řídí oxidaci živin a stupeň jejich využití. Ovlivňuje také činnost nervstva a pohlavních žláz. Thyroxin řídí jiný hormon uložený v adenohypofýze TSH (thyreotropin), sama štítná žláza ovlivňuje chod jiných žláz: slinivku břišní, nadledviny, příštítná tělíska a pohlavní orgány.
Hormonální aktivitu má pouze L-thyroxin (levothyroxin), syntetický enantiomer D-thyroxin (dextrothyroxin) má biologickou aktivitu jinou, používal se jako léčivo pro snižování hladiny tuků a cholesterolu.

## Poruchy
Při nedostatečné tvorbě hormonu thyroxinu může dojít ke zvětšení štítné žlázy nebo až ke kretenismu; postižení duševních činností, malý vzrůst, postižení sexuálních funkcí. Při nadbytku thyroxinu se může projevit Basedowova choroba; hubnutí, nadměrný příjem potravy, zvýšená dráždivost, vypoulení očí, zvětšení štítné žlázy aj.

## Referenční intervaly
- Thyroxin celkový T4, normální hodnoty: 60–150 nmol/l[1]
- Thyroxin volný fT4, normální hodnoty: 9,8–23,1 pmol/l[1]